# Luxembourg for Business
Luxembourg for Business és una agència del govern de Luxemburg per a la promoció del comerç a favor de l'economia de Luxemburg. Va ser fundada el 2008 com una iniciativa del Ministeri d'Economia i Comerç Exterior de Luxemburg i el Ministeri de Turisme i Habitatge, la Cambra de Comerç, l'Oficina Ducroire, el Crèdit i la Corporació d'Inversió Nacional (SNCI), i la Federació Empresarial de Luxemburg (FEDIL).